# Бангъл Бангъл
Бангъл Бангъл е името на регион, част от парка Пурнулулу в Кимбърли, Западна Австралия.
Скалите Бангъл Бангъл приличат на разхвърляни в безпорядък гигантски пчелни кошери. Те са част от плато, високо 200 м. Някога то е било на дъното на океана, чиито води покривали Западна Австралия. Скалите са пясъчник, който е мек и лесно се руши.
Грубите форми на Бангъл Бангъл са защитени от външна „кожа“ – пласт от силициев двуокис и оранжеви водорасли. Щом този пласт се повреди, долната скала започва бързо да се руши.
Бангъл Бангъл са на около 350 млн. години. Аборигените живеят в района от 24 000 години и скалите са им известни още от тези времена.
Пътуването сред тях е изключително трудно. Склоновете са много стръмни и хлъзгави, нестабилната скала често се руши при най-леко докосване. По време на поройните летни дъждове реките наводняват безбройните клисури. Дневните температури често достигат 50 градуса по Целзий.